# 大峰山における女人禁制
大峰山における女人禁制（おおみねさんにおけるにょにんきんせい）では、おもに奈良県の大峰山（大峯山）での女人禁制の件について述べる。

## 概要
修験道の山としての歴史を持つ大峰山は、役小角が草創時に女人禁制と決めたとされ、宗教的慣習により、山の根本秩序として1300年間女人禁制を続けてきたと言われている。明治政府が女人禁制を廃止する布告をしたにもかかわらず、大峰山の山上ヶ岳は、その後も禁制を宗規とし続けた。かつては修行のための山であり、男性修行者しか入山できなかったが、現在では男性なら誰でも入山できるように変わっており、男性登山客も多い。女人禁制とする区域である「女人結界」は、3本の木で作られた門にすぎず、物理的に封鎖されているわけではない。現在の女人結界は、山上ケ岳の大峰山寺を中心とする東西10キロ、南北24キロの範囲となっている。
大峰山は、洞川（どろがわ）の龍泉寺、吉野の東南院、喜蔵院、桜本坊、竹林院の5つの護持院が管理しているが、女人禁制の決定は、修験道、地元コミュニティ、寺院の三者の協力によるものである。実際に大峰山を管理し女人禁制を存続させる役割を担っているのは、信徒、行者、山講である。大峰山は戦後、GHQからの女人禁制解除の指令も拒否していた。1936（昭和11）年に「吉野熊野国立公園」の指定を受けた際には、信徒側の決議で女人禁制の解禁の動きが見られ、地元の人々が山頂の本堂などの一部を除く禁制を解除するための援助を奈良県知事に陳情している。大峰山寺関係修験道宗三本山である聖護院、醍醐寺、金峰山寺の寺院側が伝統を主張し、「地元が繁栄するといふ単なる営利本位」と猛反対したこともあり挫折したという。
結界の外にある龍泉寺もまた女人禁制であったが、1960年の大火を契機に女人禁制を廃止し女性に開放している。（後述）
第二次世界大戦以降から現代まで、大峰山への女性の入山について活発な議論が続いており、「民主的な制度ではない」と市民らが開放をもとめる声を上げてきたが、一方で、宗教的な理由だとして、「日本の伝統文化なのだから、目くじらを立てることではない」という意見も聞かれてきた。こうした議論が起こる理由は宗教的なもの以外に、戦後の人手不足、登山ブーム、観光業などがあり、林業の人手不足から女性労働力が必要だったこと、観光バスガイドに女性が多いこと、周辺の女性登山客の増加から、1970（昭和45）年には女性を締め出す女人結界が縮小され、吉野側は五番関まで12キロ、洞川側は清浄大橋まで2キロ後退した。
1997年に修験道三本山と護持院が、役行者没後1300年にあたる2000年を機に女人禁制廃止の提案が公式の場でなされ、大峰山は注目を集めた。当時は、1999年に男女共同参画社会基本法が成立し、男女平等、男女共同参画が21世紀日本の最重要課題と位置づけられた時代であった。大峰山を含む「吉野・大峰・熊野三山」が2004年にユネスコの世界遺産として登録されたこともあり、人類普遍の遺産である世界遺産に、人類の半分である女性が立ち入れないことを問題視する声が上がっていた。寺社側の解禁宣言は「世界に開かれた山」という意味合いを含むとも考えられるものだったが、昭和期とは信徒側・寺院側の立場が反転し、信徒側（地元の人々と役講）が伝統を主張し猛反対したことで頓挫、現在まで実現していない。世界遺産登録に際して女人禁制は問題視され、登録の前後に再び女人禁制廃止に関する議論が高まり、2003年から廃止を求める署名活動が行われ1万以上の署名が内閣に提出されたが、女人禁制のまま世界遺産に登録された。
2000年の女人禁制廃止に向け、修験三本山や護持院ら関係者は真剣な話し合いを行い、廃止一歩手前まで行っていたといわれる。しかしこの動きは、廃止決定を知らせるような新聞記事が先に出てしまったことや、「大峰山に登ろうプロジェクト」の参加者の女性が登山したことで、行者講や地元の大きな反発を招き白紙となり、以降、修験三本山を主体とした協議の機会は持たれていない（2022年時点）。
大峰山における女人禁制は、「宗教とジェンダー」の研究者にとって有名な事例である。また、相撲の土俵や、祇園祭の長刀鉾の女人禁制などと共に、日本の近代化と文明化のプロセスにおける、伝統的宗教的・社会的慣習と現代的な価値観との対立を反映していると考えられ、明治時代以降の社会の変遷と文化的転換の研究の貴重な資料として注目されている。

## 経緯

### 明治政府による女人結界の廃止とその影響
1872年3月27日（明治5年05月04日）布告の明治五年太政官布告第98号「神社仏閣女人結界ノ場所ヲ廃シ登山参詣随意トス」、および、1872年9月15日（明治5年10月27日）布告の明治五年太政官布告第273号「修験宗ヲ廃シ天台真言ノ両本宗へ帰入セシム」（いわゆる『修験道廃止令』）が出された。これは、1876（明治9）年に東京で初めて内国勧業博覧会が開催されるため、夫婦同伴で行動する外国人の社寺仏閣見学の支障にならないように布告されたものである。布告にも拘わらず、奈良県南部の大峰山の山上ヶ岳の修験者およびその協力者たち（地元住民・信徒）は、修験道の霊場であるという事を理由として「女人禁制」を掲げ続けた。

### 女人禁制反対派と地域住民や信者との衝突
女性の入山解禁を求める運動が起こっており、過去に密かにまたは隠さずに女性の登山が行われている。女人禁制下の高野山に1879年から居住し（漢方医として高野山で働く夫と暮らすため）、高野山に女性で初めて永住したことで高野山の女人禁制解除に影響を与えたと言われる明治期の女性、萱野イチノは1885（明治18）年に3回大峰山に登ったと語っている。1929（昭和4）年には、大阪の岡田松江と石渡秀が登ったことが大阪朝日新聞に掲載された。
1946年（昭和21年）には、近畿登山協会の設立者である松山啓吉を中心とする団体が大峰山における女人禁制の廃止を求め女性を含む約30名で登山を試みた。前日に松山と同宿したアメリカ人女性が女人禁制の開放に興味を持ち、この団体に同行した。登山を阻止しようとした地元住民との話し合いに際し、松山は自由平等の立場から、住民は信仰の自由の観点からそれぞれ主張した。松山が主導する団体の女性たちは地元住民の主張に納得し一度は下山したが、同行していたアメリカ人女性は「自分がこの山に登ることで日本人女性の地位が向上し、幸福になるのであれば登る」と強行登山を主張した。これに対し、地元住民の代表である錢谷は「大峰山の女人禁制はアメリカにおけるキリスト教の修道院のようなものである。また、女性の強行登山が行われた結果、信者の暴動がおこり得る。これは女性の地位向上や幸福には繋がらない」と主張した。これを受けてアメリカ人女性も納得し、強行登山は未遂に終わった。
1956年には東京都千代田区神田の「登山とスキー普及会」が、地元青年団の案内で女性2名を含むメンバーで山上ヶ岳登頂を目指したが、天川村の観光協会員約100名が山上ヶ岳への道3ヵ所を封鎖（ピケッティング）する騒動となった。
平成8（1996）年の夏に「三本山御遠忌連絡会」が発足した。修験三本山（聖護院、醍醐寺、金峯山寺）と五護持院（龍泉寺、喜蔵院、東南院、桜本坊、竹林院）は、平成12（2000）年の役行者1300年遠忌を期して、女人結界を解く意向が提案した。平成9（1997）年には信者・地元に説明を求めて意見を求めたが反対は根強く、12月の信徒総会は紛糾して結論はでなかった。しかし、このような時に平成11（1999）年8月1日に、女人禁制に批判的な奈良県教職員組合の男女共生教育を研究する教員グループ「男女共生教育研究推進委員会」所属の女性教諭ら10人らが登山を行い、このことが問題となり協議は中断となったという。「強行突破」のように報道され批判もあったが、この時登山を行った一人の森永雅世によると、登山したのは大峰山に詳しい登山家の男性をリーダーとする小中学生の子どもを交えた男女18人のグループで、結界門で入山を拒否されたら抗議して下山する予定で登り始め、リーダーの勧めで「レンゲ辻（東側）」からアプローチしたところ結界門には誰もおらず、止められることもなく、山頂まで登ったが、強行登山ではなかったと語っている。
この出来事に対し東南院の五條良知副住職は、女人解禁の協議の最中に信仰とは関係のない登山により入山が行われたことに困惑したと語った。喜蔵院の中井教善住職は「教育者が長い伝統のある禁制を一方的に破ったことに憤りを感じる。信者の中には熱心な女性信者もおり、その人たちに申し訳ない気持ちだ」と語った。このような抗議を受けて、奈良県教職員組合の田中敦三委員長は平成11年11月18日に記者会見を開き、「女人禁制は女性差別だが、やり方に問題があった」として謝罪した。翌日、大峯山寺は記者会見を開き「信仰者の心を踏みにじる、大変遺憾な行為である」とし、当面、女人禁制を堅持する方針を表明した。
2005年11月3日、大峰山の女人禁制に反対する伊田広行、池田恵理子らが結成した「大峰山に登ろうプロジェクト」（以下、プロジェクト）のメンバーは、大峰山登山のために現地を訪れ、寺院側に質問書を提出し、解禁を求めたが不調に終わった。伊田は、プロジェクトは強行登山することが目的ではなく、維持派・廃止派が敵対的な膠着状態に陥り、個々の住民の生の声が聴けない状況が続いていたため、会議室で代表やリーダー(ほとんど男性)数人で話すのではなく、人間同士として、様々なジェンダーの人間による、屋外での下からの民主的な話し合いで状況を変えることができれば、という思いであったと述べている。地元住民の説得に応じプロジェクトが大峰登山を中止した、話し合ったが物別れに終わったといった報道がなされたが、伊田によると、地元住民に話を聞いてもらうことはできず、中止を要請する言葉が繰り返されるばかりで、話し合い、説得と言えるような状況ではなかったという。改めて話し合いの場を設けることで合意して両者解散したが、その直後に問題提起の為としてプロジェクトの女性メンバー池田恵理子を含む3人が、個人的判断で登山を行った
鈴木正崇によると、役行者一三〇〇年御遠忌の女人結界解禁に向け、修験三本山（醍醐寺・聖護院・金峯山寺）や護持院ら関係者は真剣な話し合いを行っており、「女人結界は撤廃の一歩手前まで行っていた」。しかしこの動きは、廃止決定を知らせるような新聞記事が先に出てしまったことや、プロジェクトの参加者の女性が登山したことで、行者講や地元から大きな反発を招き白紙となり、以降、修験三本山を主体とした協議の機会は持たれていない（2022年時点）。

### 昭和の国立公園化とその影響
1932年に大峰山一帯が国立公園の候補地に決定。公園という公共性の高い場になりながらも、女人禁制を続ける大峰山に対して反発の意見が集まったが、女人禁制を解禁することはなかった。1936年（昭和11年）には吉野熊野国立公園として大峰山が認定されている。

### 龍泉寺における女人禁制の廃止
大峯山寺の護持院の1つである龍泉寺は結界の外にあるが、1960年まで女性が寺院の境内に入ること、主要な山門をくぐること、儀礼への参加を禁止していただけでなく、山門の前の道を通る事も禁じており、そのため女性は洞川の北部を横切る際に、寺院の裏の険しい山道、いわゆる「女人道」を登らなければならなかった。
龍泉寺は1960年の大火で大きな被害を受け、女性が立ち入れないことで復興作業に支障があったこと、復興への女性の貢献が大きかったこと、また、熱心な女性信徒の団体が龍泉寺の八大龍王に祈る際に、女人禁制の為に適切な場所がなく、街中で集まるため交通の支障になる等の問題があったことから、地元の人々は先祖供養や法要の女性の参加を認めるべきだと考えた。洞川の有力者が主導して龍泉寺は街の檀家のものであるとし、龍泉寺における女人禁制の廃止を決めた。彼らはその後、大峯山寺に協力を仰いで受け入れられたが、地元の有力な講は「龍泉寺は解放するが、大峰山全体においてはその限りではない」という条件を出した。女人禁制である大峰山の周辺における、女性の入寺、儀礼への参加が初めて認められ、龍泉寺では寺院の復興完了後に女性を迎え入れる式典が執り行なわれ、本堂の入り口に「祝女人解放」の横断幕が掲げられ、龍泉寺における女人禁制の廃止が祝われた。
1960年初めから、龍泉寺では近くの稲村ヶ岳の女性ガイドを「女先達」として認めた。20世紀の後半には、稲村ヶ岳は観光のコースとして「女人大峯」と呼ばれ有名になりつつある。

### 1970年の女人禁制区域の縮小
地域振興を図るために、1970年（昭和45年）には女人禁制区域の縮小が行われている。かつては大峰山の登り口にある母公堂が女人禁制の結界口だったが、戦後の人手不足により林業で女性労働力が必要とされたことで信徒らから抗議があった、登山客のために山麓（清浄大橋）までバス道が整備されたが母公堂前で女性の車掌やバスガイドを降ろさなければならず不便だった、周辺に女性登山客が増えた、という理由により、寺側と地元住民らが協議し、1970（昭和45）年に女人禁制区域は縮小された。

## 男子の成人儀礼
現在の京都府や大阪府、兵庫県といった近畿地方には、大峰山に登拝することで一人前の男と認定する成人儀礼が見られた。三重県亀山市の民俗部会の調査によると、亀山市域の山上（大峯）信仰は、山上ケ岳の大峯山寺を信仰する町村の山上講や行者講によって支えられ、講で男子の成人儀礼の一つとして大峰山への登拝が行われていた。実際に行った男性によると、大峰山の「西の覗（のぞき）」と「東の覗」で先達の指導で半身を崖から乗り出すことが、一人前の大人の男になる儀式のようなものであったという。明治23-26年頃まで行われていたようである。

## 洞川地区の「精進落とし」の遊郭
大峰山の麓の洞川地区（現在の洞川温泉）はかつて遊郭と呼ばれ、大峰山で修業し下山した男たちが「精進落とし」と称してここで女性を性的に買う買春の伝統があり、「精進落とし」の客を相手とする遊女などもおり賑わっていた。1980年代まで公然と売買春を行う店が存在したという。

## 見解

### 女人禁制を問題視する意見
仏教における女性差別や女人禁制の問題の研究者の源淳子は、女人禁制は「男性支配原理によって占有されてきた領域の存在を意味する」と述べ、「一部の宗教者やその信者グループは、それがあたかも宗教的教義に基づく領域のごとく主張し、それが女性差別の温床であるという事実をみようとしないできた。こうして『大峰山（山上ヶ岳）』（奈良県）では今も女性排除を続けている。」と厳しい批判を行っている。
研究者の栗原淑江は、女人禁制は「女性をその性ゆえに宗教的な場から締め出し、女性の宗教的資格を剥奪する排除の論理」であるとしており、研究者の岡野治子は女人禁制について「性差別のクライマックス」と評している。栗原は「まず要請されるのは、これ（女人禁制）は明らかな性差別であることを認識することである。『場所的二元論』という空間的分離であるために差別の構造が見えにくく、抜け道のゆえに瞹昧にされていた点を明確に把握することが必要であろう。女人禁制は足腰の弱い女性のための心配りの措置であるとの『思いやり』や、登れなかったからこそ仏への思慕の念が強まったとの詭弁にからめとられてはならない。」と、維持派の主張のを批判し、性差別の問題の正確な認識を求めている。女人禁制成立当時の正当化の論理（女性は男性修行者の妨げ、女性は仏に成る器ではない（五障）のだから修行の場に近づく必要性がない、女性には血穢（月経の穢れ）と産穢（出産の穢れ）があり穢れた存在など）は、もはや現代女性にはほとんどリアリティーを持たないとも指摘されている。また栗原は、生活の各場面に女人禁制的な考え方が残り、女性は穢れた、二次的な、劣った存在であるという社会通念が多くの人に内面化されていること、大峰山等で未だに女人禁制が堅持されていることを考えると、女人禁制はきわめて現代的な問題であると指摘している。源は、女人禁制の根底には、部落差別と関わる「穢れ」の問題があり、表面的には女性の問題と受け止められがちだが、「穢れ」の問題を容認している宗教の側の問題であり、女人禁制の許容は宗教の差別体質の許容につながると述べている。「穢れ」の意味やその成り立ちを知ることなく、女人禁制を「伝統文化」「習慣」ととらえることには問題があり、女人禁制は正当な文化だ、合理性があるといった主張は錯誤であると評し、「人権の視点を持って物事を考えることができる時代となった今、このシステムを肯定するわけにはいかない」「『女人禁制』との対応は、過去の陋習（悪い習慣）の清算にとどまらず、未来への私たちの課題」であると述べている。
伊田広行は、2005年の「大峰山に登ろうプロジェクト」での洞川の地元住民の対応について、男性区長が一人で場を取り仕切り、区長しか話さず、自分たちの立場、心情への理解を求めながらも、対話を頑なに拒否して相手を理解しようとすることを拒み、住民たちが｢お願いします｣｢お願いします｣とただ繰り返し、言いたいことを一方的に言って去っていくという姿勢にこそ、この女人禁制をめぐる問題の問題点があると述べている。

#### 「「大峰山女人禁制」の開放を求める会」
大峰山の女人禁制に対しては、これまでも「民主的な制度ではない」と市民らが開放をもとめる声を上げてきた。2003年には、畑三千代と源淳子を共同代表として、奈良県の女性たちと「『大峰山女人禁制』の開放を求める会」を設立した。この会は女人禁制を女性差別かつ人権侵害だとして、開放を求めて署名運動などを開始し、集められた署名は、「女人禁制は女性の人権を著しく傷つけ、すべての人の平安を希求する宗教のあり方にも背を向けている」として廃止を願う要望書と共に、同年4月に内閣男女共同参画局やユネスコ、奈良県などに提出された。
大峰山関係者や宗教者への直訴、ホームページの開設、シンポジウムの開催、書籍の出版などにより社会への啓発と女人禁制の廃止を目指しているが、2006年時点では女人禁制廃止の兆しはなく、源淳子は大峰山側の態度の硬化の印象を持っているようである。
また、2018年の京都府舞鶴市の大相撲春巡業中における、人命よりも女人禁制という「伝統」を重んじた土俵上の「女人禁制」事件（女性は土俵から降りてください騒動）の後、「『大峰山女人禁制』の開放を求める会」は日本相撲協会と大峰山関係寺院に対し、女人禁制の「伝統」の由来や根拠について問う「公開質問状」を送付し、回答を求めた。

### 女人禁制維持を支持する意見

#### 地元の宗教者
源淳子による複数回の大峰山関係者への聞き取りの回答は、「女性差別をしていない」「女性を穢れなんて思ってもいない」「今後の課題にしたい」「伝統だから」というもので、回答はその繰り返しであるという。、「伝統」という概念は、自身の主張の合理化の根拠として用いられている。
稲村ヶ岳西峰の大日山で霊的な体験をし、大日仏と龍泉寺の八大竜王を御本尊とする新たな宗派八大経を開いた酒井秀子（1910-1996）は、大峯登拝講の講元の家系で、稲村ヶ岳を開くきっかけに関わった。酒井は醍醐寺の真言宗の伝統の影響を強く受け、神が血を嫌悪していると主張し、八大経は血穢や死穢に厳しい戒律を設け、月経期の女性、経産婦、三か月以内に親族を亡くした者、近い親族を1年以内に亡くした者を不純者とみなして大日山の巡礼への参加を禁じ、こうした行為は山でしばしば問題を引き起こした。酒井自身は、40歳の頃に大日山に入山した際には閉経後であったと主張している。鈴木正崇は、酒井は血穢重視の立場から、従来通り女人禁制を支持する立場であったようだと述べている。一方、研究者のリンジー・デウイット（Lindsey DeWitt）は、酒井は最終的に「山上ヶ岳が理論的には解放されるべき」だが、「女性では身体的に登山は難しい」であろうと考えていると述べている。
女人道場と言われ、女性信者が月経中でも登ることができる七尾山の「修験節律根本道場」は、女人禁制について「役行者は深い平等意識に根差す信仰心をもって、大峯山で修行をなされた方である。その彼が女性差別で大峯山を女人禁制にしたわけはない。そもそも大峯山における修行は、男性が女性を見て起こる心の不浄を正すため、また、男性が女性のいない世界を体験することによって、普段の自分のおごりや非力を悟るためにあるのである。だから女性がそのような修行の場に入るということは本末転倒であって、神さまの意図にもそむくものである」と主張している。

#### 地元民
地元の意見には、女人禁制は女性差別や女性蔑視ではなく、信仰や伝統に関わる慣行であるというものがある。キリスト教の修道院と同じく大峰山は修行の道場であり、「女性のいないところで男性だけが修行する精神修養の場所である」(銭谷修）という意見もある。女人禁制は地元の意見というより、信者の人々の意見である言う見解もある。また女人禁制を解けば「信仰の山」が「一般の山」となってしまうと考え危惧する声もある。1946年に、女性を含む松山啓吉らのグループが登山を試みた際には、洞川方の代表者の銭谷修は、「大峯山が古くから修験道の聖地であり、女性を拒むのはこの地域の伝統であると主張し、女性差別とは無関係で、女神の天照大神にも同じ敬意を抱いている」「一度、修験道の信者の聖域が侵害されると、洞川は信者の支持を失い、地元人の生活も崩壊する」と述べていた。
1997年に寺院側から開放問題が浮上した後には、洞川地区の女性有志19人が「男たちに『しっかり女人禁制を守れ』と檄を飛ばす」ために文集『檄（げき）』を出し、「今まで守り続けてきた伝統を、時代の波に惑わされず、次の世代へ手渡したい」「ここにしかない『男だけの世界』、威厳がある神秘的な聖地を守りたい」などと女人禁制維持を激しく主張していた。
大峰山の門前町の洞川地区の住民の意見としては、2004年時点では反対の声が圧倒的に多く、これまでずっと禁制だったのだから解放は不要（20代女性）、女人禁制は女性差別ではなく伝統であり、家庭内も男女平等でないのに山だけ開放せよという主張はおかしい（50代女性）、子どもの頃から毎日大峰山を「神」として拝み、女性が禁制区域内に入ると雹が降ると言われてきた。山は我々の「神」「父」のような存在で、開放は外の人が勝手に騒いでいるだけ（70代女性）、世界遺産登録は男の信仰の山としての大峰山を未来永劫保存しなさいということなので、絶対に開放しない（50代男性）、1300年の伝統の重みと町の空気から女人禁制開放には本能的に拒否反応があるし、これまで山が荒れなかったのは禁制を守ってきたおかげ（50代男性）等の意見がある。伊田広行によると、洞川区長は2005年に「関係諸団体全部が開放というまでは開放しない」と語っていた。
戦前から女性が大峰山に登った例はあるが、地元ではこうした行為を「ぬすっと参り」と呼ばれ、「盗人」の行為であるとみなされている。登ることを試みるのは外部の女性で、地元の洞川には大峰山に登ろうという女性はいないという指摘もある。地元男性の一人は、今まで登った女性はたくさんいるが、登ったと語る女性がいないのは「心にやましいものがあるから」で、登った後に彼女たちがどうなったかはわからないと語っていたという。

### 奈良県
奈良県は、大峰山における女人禁制について、議論はすべきとしながらも、「宗教的色彩が強い伝統であり、行政が開放を強制できる立場にない」としている。
奈良県が運営する「奈良県歴史文化資源データベース いかすなら」では、大峯山寺について「多くの霊場は女人禁制が解けていますが、本霊場は女人禁制が今でも守られており、多くの物議が行われています。」と紹介され、女人禁制を「守る」という肯定的な表現が使われている。

### その他
和歌山県知事の岸本周平は「吉野・大峰・熊野三山」世界遺産20周年の2024（令和6）年に、「霊場は女人禁制が普通でしたが、『熊野詣』は女性にも開放されており、1300年前からジェンダー平等でした。」と述べており、女人禁制がない霊場がジェンダー平等であるという見解を示している。

## 批評

### 根拠としての「伝統」「宗教」
研究者の源淳子は、「禁制区域が時代とともに便宜上縮小されてきていることからも、『女人禁制』って一体何なのだろうと思います」と疑問を呈し、「寺側が主張してきた『禁制』の論理は寺側や地元の人たちの都合によって変更されている。つまり、『女人禁制』とは、その程度のことを根拠としているのに、『伝統』『宗教』、そして『霊山』の名の元に、あたかも正当性があるかのような錯角を生み、社会意識化されてきたのです」と述べている。女性信徒は入山できないが、男性であれば信徒でない登山客でも入山できるという対応は、果たして宗教的理由と言えるのかという疑問の声もある。
研究者の鈴木正崇は、禁制の根拠とされてきた「伝統」とは何かについて考察し、「伝統」が「近代」の対抗言説として浮上した点に着目している。鈴木は女人禁制を根拠づける「伝統」については、「ひとたび『伝統』の概念ができ上がると、いつのまにか独り歩きして、強固な持続性や固有性を形成し、 『伝統』の名のもとに権威が構築され、権力を行使する制度ができ上る」「 『創られた伝統』は次第に民衆の中に浸透し、正統性を語る根拠」になる。と述べており、研究者の小林奈央子は、「この点は、『伝統』を理由に禁制が維持され続けてきた山岳霊場の女人禁制をめぐる議論では特に重要である」と鈴木の研究を評価している。
1936（昭和11）年に「吉野熊野国立公園」の指定を受けた際は、信徒側が女人禁制解禁、大峰山寺関係修験道宗三本山である聖護院、醍醐寺、金峰山寺の寺院側が猛反対したこともあり、寺院側・信徒側は「女人禁制の現状維持」で最終的に決議したが、研究者の金子珠理は決議内容について「『神聖』『伝統』『光輝ある歴史』といった理由が見られるのみ」であると述べている。平成期に、かつて解禁を望んだ信徒たちが解禁を拒んだ理由も、大峰山のふもとの洞川地区長、観光協会会長、大峰山寺信徒総代への聞き取りからは、同様に『伝統』という言葉が特徴的に見られる述べており、賛否の立場が反転しても、どちらも女人禁制の維持の理由として「伝統」をあげている。
金子は、昭和初期と平成期の寺社側と信徒側の女人禁制の是非を巡る立場には一貫性がなく、「伝統」を持ち出す側が容易に逆転していると述べている。宗教における女性排除を主張する宗教関係者は、女性排除の根拠を語る際に、よく「伝統」という言葉を持ち出すことが知られるが、大峰山の女人禁制解禁の動きにおいても「ファイナルタームとしての『伝統』の名の下に結局は議論が収束し現状が維持」されており、金子は「伝統」が歴史性を超えたある種の「神話性」を発揮していることを指摘している。

### 外部からの介入の難しさ
鈴木正崇は、2005年11月に大峰山女人禁制の反対運動の「「大峰山」に登ろう実行委員会」のメンバーが解禁を求める話し合い決裂後に強行登山したことで問題解決が遠のいたと指摘し、「外部からの暴力的介入では問題は解決しない。今後は当事者が如何に巧みに伝統の改変を行うかが行方を左右するであろう」と述べている。

### 男同士のホモソーシャルな絆
源淳子は、「ホモソーシャル（性的であることを抑圧した男同士の絆）」・「ホモフォビア（同性愛嫌悪）」・「ミソジニー（女性嫌悪）」の三点あてはまるものこそ「女人禁制」であると結論づけている。源は、女人禁制の堅持する男たちは同性愛指向というわけではなく、女性役割を担う女性と日常生活を送っていることが多いが、ホモソーシャルで結ばれた男性集団の同質性を保つために、ミソジニー（女性嫌悪）だけでなく、ホモフォビア（同性愛嫌悪）もまた不可欠であるとしている。金子は、源の論に沿えば、男性同性愛者は入山できたとしても「そこで味わうのは居心地の悪さや疎外感に他ならない」と述べ、大峰山における女人禁制で受け入れられているのは男性ではなく、男性異性愛者であることを示唆している。

### 「伝統」対「近代」、「宗教伝統」対「スポーツ」の構図
宗教学・観光社会学の研究者の岡本亮輔は、1936（昭和11）年に「吉野熊野国立公園」の指定を受けた際の信徒・地元の人々による女人禁制解除の動きについて、「伝統か近代かという対立」であると述べており、1956年の「登山とスキー普及会」による登山の試みについては、「宗教伝統対スポーツという図式がはっきりと表れている」と評している。
研究者の周丹は、大峰山、相撲の土俵、祇園祭の長刀鉾の女人禁制などは、政府の方針に反抗するものであり、「このような政策と社会的な葛藤は、明治時代の日本における近代化と文明化プロセスにおいて、伝統的宗教的・社会的慣習と現代的な価値観との対立を反映している。」と述べている。
岡本は、近年の秋田竿燈まつりにおける女人禁制復活の主張、斎場御嶽における男子禁制の主張など、「聖地」「世界遺産」にふさわしい歴史や伝統が強調され、それ以外が恣意的に切り捨てられている事例を紹介し、近代化が進むからこそ前近代的なものが際立ちアピール力を持つため、前近代的な掟や伝統を持ち出すことで特別感を演出する効果があると指摘している。岡本は、近代化が進んだがゆえに逆に前近代的なものが発見・強化されるプロセスがあり、女人禁制は「反近代的な因習」と一概に切り捨て得るようにも見えるが、その点を踏まえておく方が良いと述べている。鈴木正崇や小林奈央子は、こうしたロマンチックに創り上げられた「ストーリー」が学術的に検討されることもなく、「インターネットを通じて拡散し、いつの間にか定説化する可能性がある」ことを危惧しており、小林は、インターネットで根拠のない言説が拡散し、それが女人禁制をめぐる文化を「歴史遺産として肯定的に解釈」することにつながる恐れもあると述べている。

### 共同体を維持するシステムとしての禁忌
フランス文学者の内田樹は、性同一性障害の人々約30人が入山を求めたが地元の人々の反対で断念した2005年の事例を取り上げ、「私はこういうかたちで『性差別の撤廃』を謳う人たちに共感することができない。」と述べ、自己中心的な振る舞いと評している。内田によると、岸和田の祭りだんじりや大峰山における女人禁制は「『聖なるもの』についての禁忌」であり、「聖なるもの」は共同体の紐帯強化のために制度化されたものであるため、共同体を解体しかねない力をもつ「欲望」（性欲、食欲、物欲など）を解発する力をめぐり禁忌が構築されている。この禁忌は、「『聖なるもの』を守るために採用された擬制」であり、擬制であるため「その人類学的機能を果たすものであれば、『なんでもいい』」と言えるが、共同体の維持に必要な、共同体を基礎付ける宗教的な儀礼であるのだという。内田は、人類学的に言えば、これを否定する場合には、代わって共同体を基礎づけ維持する対案を提示すべきで、「対案の提示をなさないままに、ある共同体に向かって『お前たちが維持しているのは陋習（悪い習慣）であるから停止せよ』と告げるのはかなり自己中心的なふるまい」であると述べている。
内田は、大峰山の信徒・地元集団のような「性にかかわる『少数派』儀礼を守っている集団」に向かって、「性にかかわる儀礼は全社会で斉一的に『正しいもの』でなければならない」と宣告する人々がいること自体は、政治的構図としては（賛成はできないが）理解はできるが、彼らの「政治的正しさ」を担保しているのが「性にかかわる少数派的あり方を守っている〈個人〉に向かって、性的ふるまいは全国斉一的に『正しいもの』でなければならないと強制することは正しくない」という社会理論だということは、矛盾しており理解しがたいと述べている。
源淳子は、女人禁制は「権力のある者が自分たちの権力や権威を維持するために、ある特定のひとを支配するためにつくったシステム」であり、「男性が女性を隷属させようとつくった制度ともいえる」と、支配装置としての側面を指摘している。周丹は、大峰山の事例で、男性修行者が女性の立ち入りを禁じ、自分たちだけが入ることのできる「神聖な空間」を作り、修行に崇高な意味を与え価値あるものとするのは、「自分たちの神聖な地位を確立するため」であると述べている。
周丹は、大峰山にとって女人禁制を破ろうとする人間は、「厄介者」であるが必要なものでもあると指摘し、「もし、大峯山に無理に登ろうとする人がいなければ、大峯山が注目を受け、公共事業に乗り出すことは難しかった。」と述べている。洞川村は長い間、修験者と観光客を収入源にやってきたのであり、女人禁制破りの騒動によって大峰山は繰り返し注目を集め、威信が保たれるため、地元の人々は、女人禁制が廃止され普通の山になることは、コミュニティの存続にかかわると危惧していると思われる。

### イデオロギーとコスモロジー
鈴木正崇は、「『穢れ＋ケガレ』がイデオロギー性を帯びると負性を持つ『不浄』（impure）と結合し排除を強化する、他方『穢れ＋ケガレ』がコスモロジー（宇宙観、世界観）に展開すると、排除と包摂の両義性は生成に転換し、力を帯びて超越的な作用を及ぼす。 『女人禁制』を差別として糾弾する人々は 『穢れ＋ケガレ』が生み出すコスモロジーは全く考慮せず、前近代の悪しき慣行と見なして無視する」 ことが創造的な対話を困難にしているとみなし、人権の立場に立ったフェミニズムやジェンダーの研究者の禁制反対派の運動にかなり批判的である。鈴木は、人権の立場に立った禁制反対の主張がなぜ起こるのかを丁寧に説明しながらも、「『女人禁制』という『用語自体が差別という様相を当初から含み込んだ印づけがなされた概念』であり、『フェミニズムやジェンダーの研究者にとっては格好の餌食』」であると厳しく批判している。
鈴木は2021年の著作『女人禁制の人類学―相撲・穢れ・ジェンダー・法―』で、相撲や大峰山における女人禁制は「様々な要因が絡み合い、関与する者の立場が重層化し複雑化して捻れ錯綜している」 ため、 「暗黙の前提を覆し、賛成か反対か、『伝統』と『差別』の二者択一を乗り越えて、開かれた対話と議論を促すための基礎となる考え方と資料を提示する」と、二者択一の議論の克服を目指していた。

### 世界遺産と女人禁制
アメリカの宗教研究者リンジー・デウイットは、2020年の論文「世界文化遺産と日本の聖地からの女性の排除」で、日本の世界遺産に関する文書やプロモーション用コンテンツでは、聖地における女人禁制、女性排除があるという事実は、完全に取り除かれているか、大きく削減されていることを指摘した。これは、現代国家における過去の遺産や文化の理解について、問題提起するものとなった。
ユネスコは世界遺産における「遺産」を定義するという点で、それが存在するコミュニティ（社会／世界という概念ではなくユネスコ独自の定義）にかなり自由度を与えおり、「世界的な文化の普遍的理解、すなわち普遍的な人間的価値を推進する」と同時に、「自らの価値や意義を考慮（もしくは強調）すべきであり、外部からの評価だけを受けるべきでない」ことが強調され、それぞれのコミュニティの独自性が尊重されている。
周丹は、大峰山における女人禁制の件で、洞川の人々が伝統と呼んでいるものは、実は「1300 年以上続く修験道の宗教的伝統」ではなく、民俗学者の島村恭則が定義する「何らかの社会的コンテクストを共有する」コミュニティの伝統であり、大峰山を中心に構築されたコンテクストにおいては、洞川住民と大峰山の関係は自明のコミュニティの知識であり、洞川の人々は長年に渡り大峰山との関係の中で、修験者・観光客相手に商売を行い、ミュニティを運営・維持し、女人禁制のために団結して行動してきた。そして、こうした特定のコミュニティ独自の、自明の知識・常識は、他のコミュニティや広い社会と共有したり調和させることの難しい、異なるコンテクストを持つ「相容れない」ものであり、そこに広い社会のコンテクストを強引に持ち込むと打ち消されてしまう。周丹は、世界遺産に関し、ユネスコがコミュニティを優先するのはこういった理由によると説明している。ユネスコは女性の問題に関しては、割礼のような死に至る可能性のある場合以外は、一般的に賛否の立場を取ることはない。周は、女人禁制は現代社会の価値観に反する側面があるが、それが特定のコミュニティの中で存在し続けているという現状は、女人禁制がそのコミュニティの中で自明であることを示しており、「ほとんどすべてのコミュニティが異なるコンテクストに身を置いているため、すべての事象を普遍的な価値観で判断することは不可能であるといえる。社会現象を特定のコンテクスト、生きられたコンテクストで見る必要がある。」と、普遍的な価値観でのみ判断せず、個別の、現実のコンテクストで見ることの必要性を説いている。

### 決定権を持つのはいまだに男性なのか
小林奈央子は鈴木正崇の2021年の著作を高く評価しつつも、「女人禁制の再考の時期は近づいているのかもしれない」という結びに付された注の「 『名誉ある撤退』を決断する時がいつかやってくるようにも思われる」という一文について、「『名誉ある撤退』を選択できるのは、既得権を握った側だからである。この一言に女人禁制の行方を決めるのはなおも男性であるのかという思いがした。」とも述べている。

### 女人禁制下での女性の宗教活動への評価
リンジー・デウイットは、これまでの女人禁制の研究史では女人禁制下での女性の宗教活動は見えにくいが、大峰山の文化の形成にあたり、女性信者は常に有意義で多大な貢献をしてきたと述べている。デウイットは、大峰山における女性の役割は、男性の役割のように目に見えてわかりやすいものではないが、「男性の活動と同等に意義のあるものであった」と評している。

## 研究
研究者の周丹は、鈴木正崇の2021年の著作『女人禁制の人類学―相撲・穢れ・ジェンダー・法―』について、明確な問題意識を持って執筆されており、その情報の詳細さ、事例の興味深さは特筆すべきで、密接に関連する「女人禁制」と「穢れ」のいずれの研究においても、「鈴木氏の著作以上に踏み込んだ研究成果はほとんどないと言ってよいだろう。」と高く評価している。